# Фернвил (Пенсилванија)
Фернвил (енгл. Fernville) насељено је место без административног статуса у америчкој савезној држави Пенсилванија.

## Демографија
По попису из 2010. године број становника је 556, што је 68 (13,9%) становника више него 2000. године.
| Група             | 2000.       | 2010.       |
| Белци             | 470 (96,3%) | 536 (96,4%) |
| Афроамериканци    | 6 (1,2%)    | 1 (0,2%)    |
| Азијати           | 3 (0,6%)    | 6 (1,1%)    |
| Хиспаноамериканци | 7 (1,4%)    | 8 (1,4%)    |
| Укупно            | 488         | 556         |